# Техника каменного века
Техника каменного века отражает технологический уровень каменного века, разделенный на палеолит, мезолит и неолит. Несмотря на название, техника каменного века шире каменной индустрии, поскольку включает в себя орудия не только из камня, но также из дерева и кости. 

## Каменная индустрия
Однако каменная индустрия все же остается базовой для характеристики каменного века ввиду высокой сохранности камня. Исторически первым орудием, фиксируемым археологами, является рубило (чоппер), характерный для нижнего палеолита (Шелльская культура). В основе рубила лежал принцип клина. Помимо рубило из камня изготавливались скребла для разрезания шкур животных. По-видимому, наряду с рубилом и скреблом широко использовались многофункциональные палки (палицы, дубины, палки-копалки). В эпоху верхнего палеолита, с появлением человека современного вида, рубило насаживается на деревянную рукоятку и появляется каменный топор. Важнейшим изобретением мезолита стал лук, который подразумевал как открытие пружинного принципа, так и переход к микролитической технике (кремнёвые наконечники стрел)

## Пиротехника
Раннее происхождение имеет пиротехника — овладение силой огня, которое заключалось в создании открытых очагов, термической обработке пищи и изготовлении факелов. Первоначально человек лишь пользовался и поддерживал огонь, но не мог его добывать. Из заостренных на огне палок появились первые копья-пики. 

## Неолитическая революция
Необычайного развития техника достигла в эпоху неолита, что позволило назвать этот период неолитической революцией. Применение рычага, катка и каната позволило создавать мегалитические сооружения. Появилась керамика и текстиль. В эпоху неолита появились транспортные средства (плот, лодка) и сельскохозяйственные орудия (мотыга, серп).